# Francesco III Crispo
Francesco III Crispo (1483 – Candia, 15 agosto 1511) fu il diciannovesimo duca del Ducato di Nasso dal 1500.

## Biografia
Nacque da Giovanni III e da una donna di cui si ignora il nome. Quando il padre morì nel corso di una rivolta, il 1º luglio 1494, era ancora minorenne, pertanto il 14 ottobre il Senato della Serenissima gli riconobbe il titolo di Duca, ma affidò il potere a un amministratore veneziano.
Nel 1496 sposò Caterina Loredan e il 24 ottobre 1500 ottenne il governo diretto dell'isola. Quasi nulla si sa della sua politica; di certo, sotto di lui il Ducato non fu più attaccato dai Turchi.
Marin Sanudo annota come sin dal 1509 fosse affetto da una grave malattia mentale, che culmino il 15 agosto 1510 quando, durante una crisi di follia, uccise la moglie. Arrestato e consegnato ai Veneziani, fu tradotto a Candia dove morì esattamente un anno dopo per febbri violente.
Lasciò due figli: Caterina, andata in sposa al signore di Cos Giovanni Luigi Pisani, e Giovanni, suo successore nel Ducato.